# Boričevec Toplički
Boričevec Toplički – wieś w Chorwacji, w żupanii varażdińskiej, w mieście Varaždinske Toplice. W 2011 roku liczyła 40 mieszkańców.